# Asterope major
Asterope major är en fjärilsart som beskrevs av Rothschild 1918. Asterope major ingår i släktet Asterope och familjen praktfjärilar. Inga underarter finns listade i Catalogue of Life.